# Troy Doris
Troy Doris (né le 12 avril 1989 à Chicago, aux États-Unis) est un athlète guyanien, spécialiste du triple saut.

## Biographie
Troy Doris dépasse pour la première fois de sa carrière la limite des dix-sept mètres au triple saut, le 14 mai 2016 à Clermont, en atteignant la marque de 17,18 m. Pour sa première participation à un meeting de la Ligue de diamant, le 9 juin aux Bislett Games d'Oslo, il se classe sixième du concours avec la marque de 16,48 m.

## Palmarès
| Date | Compétition                              | Lieu                               | Résultat | Marque  |
| ---- | ---------------------------------------- | ---------------------------------- | -------- | ------- |
| 2016 | Jeux olympiques                          | Rio de Janeiro                     | 7e       | 16,90 m |
| 2018 | Circuit mondial en salle de l'IAAF       | Circuit mondial en salle de l'IAAF | 6e       | détails |
| 2018 | Jeux du Commonwealth                     | Gold Coast                         | 1er      | 16,88 m |
| 2018 | Jeux d'Amérique centrale et des Caraïbes | Barranquilla                       | 5e       | 16,43 m |

## Records
| Épreuve     | Performance  | Lieu     | Date        |
| ----------- | ------------ | -------- | ----------- |
| Triple saut | 17,18 m (NR) | Clermont | 14 mai 2016 |